# Heartbreak Hill
Heartbreak Hill is een muziekalbum van de Britse band Strawbs.

## Inleiding
De muziekalbums hiervoor (Deep Cuts, Burning for You en Deadlines) werden bij de critici wel goed ontvangen vanwege hun frisse geluid, maar het publiek laat de elpees links liggen. De tsunami van de punk overstroomt de oude symfonische rock volledig. Allerlei bands vallen uit elkaar of proberen te overleven, zo ook Strawbs. Na Deadlines, dat nog wel wat verkocht in de Verenigde Staten komt er geen tournee om het album aldaar te promoten. Toch gaan de heren de studio in. Na de opname van de eerste track verdwijnt Dave Lambert plotseling; hij ambieert een solocarrière (die niet van de grond komt). Strawbs schakelt twee gitaristen in: Miller Anderson (met wie Cousins ook solo werkte) en Jo Partridge (Cockney Rebel); Cousins wil ook een nieuwe vaste toetsenist en dat wordt Andy Richards. Kortom veel personeelswisselingen in korte tijd. Als het album klaar is om uit te geven, trekt het management zijn handen af van de band en laat Strawbs met de schuld van de studiorekening zitten. Cousins ziet het even niet meer zitten, trekt zich met maatje Brian Willoughby terug in de studio voor een soloalbum. Daarna volgt nog een kort optreden als begeleidingsband van Maddy Prior, waarvan slechts één single verschijnt: The King. Cousins en consorten vinden uiteindelijk onderdak bij het management van Elton John. Cousins krijgt echter een baan aangeboden bij Radio Tees en zegt de muziekwereld (voorlopig) gedag. Het betekent het einde van Strawbs.
De opnamen komen terecht bij de doorgewinterde fans en wel als Compact cassette onder de titel Starting Over. Het album verschijnt uiteindelijk in 1995 als Strawbs dankzij reünieconcerten weer redelijk populair wordt. Het album heeft een matige opnamekwaliteit, die in de loop van de heruitgaven steeds verbeterd kan worden door de techniek. In 2006 volgt dan nog een uitgave die van de originele mastertapes is gehaald, met een bonustrack (The platinum edition). In 2020 volgde weer een heruitgave, dan in een serie heruitgaven die Esoteric Recordings van Strawbsalbums verzorgt.

## Musici
- Dave Cousins – zang, gitaar;
- Chas Cronk – basgitaar, zang;
- Andy Richards – toetsen;
- Tony Fernandez – slagwerk;
- Jo Partridge – gitaar, mandoline, zang;
- Dave Lambert – gitaar op (1);
- Miller Anderson – gitaar, zang op (3) en zang op (8).

## Muziek
| Nr. | Titel                                                       | Duur  |
| --- | ----------------------------------------------------------- | ----- |
| 1.  | Something for nothing (Cousins, Cronk)                      | 7:23  |
| 2.  | Another day without you (Cousins)                           | 2:57  |
| 3.  | We can make it together (Cousins, Cronk)                    | 4:18  |
| 4.  | Heartbreak Hill (Cousins, Cronk)                            | 7:31  |
| 5.  | Starting over (Cousins, Richards)                           | 10:48 |
| 6.  | Two separate people (Cousins, Cronk, Richards, Fernandez)   | 2:56  |
| 7.  | Desert song (Cousins)                                       | 4:19  |
| 8.  | Let it rain (Cousins, Cronk, Richards.)                     | 4:04  |
| 9.  | Something for nothing (whiplash mix; bonus op 2006-uitgave) | 7:23  |

Jo Partridge had net de opnamen beëindigd van Jeff Wayne's Musical Version of The War of the Worlds. Andy Richard ging spelen bij Frankie Goes To Hollywood, onder andere Relax bevat invloeden van het nummer Heartbreak Hill.
Het album duikt op in Viz; in de comic Spot the clue with Tim Westwood wordt verwezen naar de langspeelplaat Heartbreak Hill, dat echter nooit als zodanig werd uitgebracht.  